# Marwan Al-Sahafi
Marwan bin Saeed bin Masoud Al Sahafi (Jeddah, 17 februari 2004) is een Saoedi-Arabisch voetballer die in het seizoen 2024/25 door Ittihad Club wordt uitgeleend aan Beerschot VA.

## Clubcarrière
Al-Sahafi maakte op 7 oktober 2022 zijn officiële debuut voor het eerste elftal van Ittihad Club: in de 3-1-competitiezege tegen Al-Fateh SC mocht hij in de slotfase invallen. In het seizoen 2022/23, waarin Al-Sahafi zeven competitiewedstrijd speelde, kroonde Al-Ittihad zich voor het eerst sinds 2009 tot landskampioen.
Op 1 september 2024 kondigde Al-Ittihad aan dat Al-Sahafi, net als zijn landgenoot Faisal Al-Ghamdi, voor een seizoen werd uitgeleend aan de Belgische eersteklasser Beerschot VA. Op 29 september 2024 maakte Al-Sahafi zijn officiële debuut voor Beerschot: in de stadsderby tegen Antwerp FC, die Beerschot met 5-0 verloor, kreeg hij een basisplaats van trainer Dirk Kuyt. Op 18 oktober 2024 hielp hij hekkensluiter Beerschot aan zijn eerste seizoenszege door allebei de goals te scoren in de 2-1-zege tegen RSC Anderlecht. Drie weken later kroonde hij zich tegen Club Brugge opnieuw tot de held van Beerschot: met twee goals op een paar minuten tijd hielp Beerschot van een 0-2-achterstand naar een 2-2-gelijkspel.

## Clubstatistieken
| Seizoen | Club           | Land                   | Competitie       | Competitie | Competitie | Beker | Beker | Supercup | Supercup | Internationaal | Internationaal | Totaal | Totaal |
| Seizoen | Club           | Land                   | Competitie       | Wed.       | Dlp.       | Wed.  | Dlp.  | Wed.     | Dlp.     | Wed.           | Dlp.           | Wed.   | Dlp.   |
| ------- | -------------- | ---------------------- | ---------------- | ---------- | ---------- | ----- | ----- | -------- | -------- | -------------- | -------------- | ------ | ------ |
| 2022/23 | Al-Ittihad     | Vlag van Saoedi-Arabië | Saudi Pro League | 7          | 0          | 0     | 0     | 0        | 0        | —              | —              | 7      | 0      |
| 2023/24 | Al-Ittihad     | Vlag van Saoedi-Arabië | Saudi Pro League | 20         | 2          | 3     | 0     | 0        | 0        | 9              | 0              | 32     | 2      |
| 2024/25 | → Beerschot VA | Vlag van België        | Eerste klasse A  | 25         | 6          | 3     | 0     | —        | —        | —              | —              | 28     | 6      |
| Totaal  | Totaal         | Totaal                 | Totaal           | 52         | 8          | 6     | 0     | 0        | 0        | 9              | 0              | 67     | 8      |

## Erelijst
| Saudi Pro League | 1× | 2022/23 |

2 Dagba ·
3 Matthys ·
4 Plat ·
5 Mbe Soh ·
6 Fayed ·
7 Reyners ·
8 Henderson ·
9 Kosiah ·
10 Verlinden ·
11 Krüger ·
13 Doucouré ·
16 Al-Ghamdi ·
17 Al-Sahafi ·
18 Sanusi  ·
19 Thiam ·
21 Vargas ·
25 Colassin ·
26 Tshimanga ·
27 Keita ·
28 Weymans ·
30 Huiberts ·
32 Wright-Phillips ·
33 Shinton ·
42 Martha ·
47 Cagro ·
51 De Stobbeleir ·
55 Nzouango ·
66 Tolis ·
71 Matijaš ·
77 Van La Parra ·
Coach: Kuijt